# Katjoesja Team/2011
Deze pagina geeft een overzicht van de Katjoesja-wielerploeg in 2011.

## Algemeen
Algemeen manager: Serge Parsani
Ploegleiders: Claudio Cozzi, Jef Braeckevelt, Bart Leysen, Dmitri Konysjev, Gennadi Michajlov
Fietsmerk: Focus

## Renners
| Naam                         | Geboortedatum | Nationaliteit | Ploeg 2010            |
| ---------------------------- | ------------- | ------------- | --------------------- |
| Arkimedes Arguelyes Rodriges | 09-07-1988    | Rusland       | Itera-Katoesja        |
| Pavel Broett                 | 29-01-1982    | Rusland       |                       |
| Giampaolo Caruso             | 15-08-1980    | Italië        | Ceramica Flaminia     |
| Danilo Di Luca               | 02-01-1976    | Italië        | geen                  |
| Denis Galimzjanov            | 07-03-1987    | Rusland       |                       |
| Vladimir Goesev              | 04-02-1982    | Rusland       |                       |
| Joan Horrach                 | 27-03-1973    | Spanje        |                       |
| Leif Hoste                   | 17-07-1977    | België        | Omega Pharma-Lotto    |
| Petr Ignatenko               | 27-09-1987    | Rusland       | Itera-Katjoesja       |
| Michail Ignatiev             | 07-05-1985    | Rusland       |                       |
| Vladimir Isajtsjev           | 26-04-1986    | Rusland       | Xacobeo-Galicia       |
| Sergej Ivanov                | 05-03-1975    | Rusland       |                       |
| Vladimir Karpets             | 20-09-1980    | Rusland       |                       |
| Aleksandr Kolobnev           | 04-05-1981    | Rusland       |                       |
| Timofej Kritski              | 24-01-1987    | Rusland       |                       |
| Aljaksandr Koetsjynski       | 27-10-1979    | Wit-Rusland   | Liquigas-Doimo        |
| Alberto Losada               | 28-02-1982    | Spanje        | Caisse d'Epargne      |
| Aleksandr Mironov            | 22-01-1984    | Rusland       | Itera-Katjoesja       |
| Daniel Moreno                | 05-09-1981    | Spanje        | Omega Pharma-Lotto    |
| Artjom Ovetsjkin             | 11-07-1986    | Rusland       |                       |
| Luca Paolini                 | 17-01-1977    | Italië        | Acqua e Sapone        |
| Alexandru Pliușchin          | 13-01-1987    | Moldavië      |                       |
| Aleksandr Porsev             | 21-02-1986    | Rusland       | Itera-Katjoesja       |
| Filippo Pozzato              | 10-09-1981    | Italië        |                       |
| Joaquim Rodríguez            | 12-05-1979    | Spanje        |                       |
| Jegor Silin                  | 25-06-1988    | Rusland       |                       |
| Joeri Trofimov               | 26-01-1984    | Rusland       | Bbox Bouygues Télécom |
| Nikolaj Troesov              | 07-02-1985    | Rusland       |                       |
| Stijn Vandenbergh            | 25-04-1984    | België        |                       |
| Maxime Vantomme              | 08-03-1986    | België        |                       |
| Edoeard Vorganov             | 01-12-1982    | Rusland       |                       |

## Overwinningen
| Classica Sarda Sassari-Cagliari Winnaar: Pavel Broett Driedaagse van de Panne-Koksijde 2e etappe: Denis Galimzjanov Puntenklassement: Denis Galimzjanov Ronde van het Baskenland 1e etappe: Joaquim Rodríguez Ronde van Romandië 1e etappe: Pavel Broett Ronde van Luxemburg 1e etappe: Denis Galimzjanov Critérium du Dauphiné 6e etappe: Joaquim Rodríguez 7e etappe: Joaquim Rodríguez Puntenklassement: Joaquim Rodríguez Bergklassement: Joaquim Rodríguez | Nationale kampioenschappen Moldavië - wegwedstrijd: Alexandru Pliușchin Rusland - wegwedstrijd: Pavel Broett Rusland - tijdrit: Michail Ignatiev Wit-Rusland - wegwedstrijd: Aljaksandr Koetsjynski Ronde van Burgos 2e etappe: Joaquim Rodríguez 4e etappe: Daniel Moreno Eindklassement: Joaquim Rodríguez Ronde van Spanje 4e etappe: Daniel Moreno 5e etappe: Joaquim Rodríguez 8e etappe: Joaquim Rodríguez Parijs-Brussel Winnaar: Denis Galimzjanov | Ronde van Peking 5e etappe: Denis Galimzjanov GP Beghelli Winnaar: Filippo Pozzato Ronde van Piëmont Winnaar: Daniel Moreno Herald Sun Tour 4e etappe: Jegor Silin |

2006 · 2007 · 2008 · 2009 · 2010 · 2011 · 2012 · 2013 · 2014 · 2015 · 2016 · 2017 · 2018 · 2019
AG2R-La Mondiale · Astana · BMC Racing Team · Euskaltel-Euskadi · Team Garmin-Cervélo · Team HTC-High Road · Katjoesja · Lampre-ISD · Team Leopard-Trek · Liquigas-Cannondale · Team Movistar · Omega Pharma-Lotto · Quick Step · Rabobank · Team RadioShack · Saxo Bank-Sungard · Sky ProCycling · Vacansoleil-DCM